# دایموند مولتی‌مدیا
دایموند مولتی‌مدیا (انگلیسی: Diamond Multimedia) شرکت سخت‌افزار آمریکایی است، که در سال ۱۹۸۲ تأسیس شد.